# آکوامنیا
آکوامنیا (به انگلیسی: Aquamania) یک کارتون متحرک گوفی آمریکایی محصول ۱۹۶۱ است که توسط استودیو انیمیشن والت دیزنی تولید و توسط استودیو سینمایی والت دیزنی در ۲۰ دسامبر ۱۹۶۱ منتشر شد.

## صدا پیشه‌ها
- پینتو کالویگ در نقش گوفی (آقای X)
- کوین کورکوران نقش گوفی جونیور
- جن دنر به عنوان راوی[۲]